# Епархия Вилканния-Форбса
Епархия Вилканния-Форбса (лат. Dioecesis Vilcanniensis-Forbesina) — епархия Римско-католической церкви с центром в городе Брокен-Хилл (штат Новый Южный Уэльс, Австралия). Епархия Вилканния-Форбса входит в митрополию Сиднея. Кафедральным собором епархии Вилканния-Форбса является церковь Святейшего Сердца Иисуса в Брокен-Хилле.

## История
10 мая 1887 года Святой Престол учредил епархию Вилканнии, выделив её из архиепархии Сиднея. 28 июля 1917 года епархия Вилканнии была переименована в епархию Вилканния-Форбса.

## Ординарии епархии
- епископ John Dunne (13.05.1887 — 29.12.1916);
- епископ William Hayden (13.05.1918 — 11.02.1930) — назначен архиепископом Хобарта;
- епископ Thomas Martin Fox (9.06.1931 — 10.07.1967);
- епископ Douglas Joseph Warren (26.09.1967 — 30.03.1994);
- епископ Barry Francis Collins (30.03.1994 — 15.11.2000);
- епископ Christopher Henry Toohey (9.06.2001 — 9.06.2009);
  - Sede Vacante (2009—2014)
- епископ Columba Macbeth Green (с 12.04.2014).

## Источник
- Annuario Pontificio, Libreria Editrice Vaticana, Città del Vaticano, 2003, ISBN 88-209-7422-3